# Замок Карригнакурра

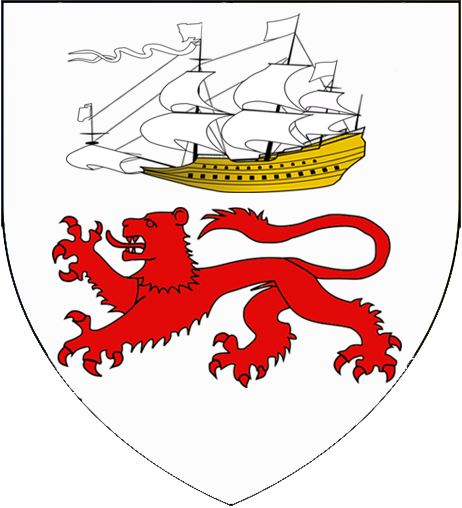
Герб вождів клану О'Лірі.

Замок Карригнакурра (англ. Carrignacurra Castle, ірл. Caisleán an Carraig na Choradh) — замок Каррайг на Хорад, замок Скелі над Греблею — один із замків Ірландії, розташований e графстві Корк, на березі річки Лі, на відстані 1 милі на схід від селища Інчигілах, біля селища Кілбаррі.

## Особливості архітектури
Замок являє собою чотириповерхову вежу. При основі вежа прямокутна, близька до квадратної. Розміри 38×25 футів. На північно-західній стороні вежі є додаткова башта для захисту північних та західних стін. Східна стіна має прибудову з якої можна було обстрілювати нападаючих. На першому поверсі вежі є головний вхід, невелика кімната, основна кімната. Є гвинтові сходи, що ведуть на верхні поверхи. На другому поверсі є кімната для гарнізону з бійницями, кухня, вітальня з склепінчастими стелями. Основні житлові приміщення на третьому поверсі. Далі хід іде на четвертий поверх і на дах.

## Історія
Замок Карригнакурра був побудований наприкінці XVI століття — можливо, в 1575 році для захисту броду через річку Лі й став резиденцією вождів клану О'Лірі (О'Лаогайре). Замок був побудований на місці більш давньої оборонної споруди — так званої «кругової фортеці», що була з давніх часів резиденцією вождів ірландського клану О'Лірі. Ця кругла фортеця в давні часи називалася Маннен або Манін — таке прізвище досі поширене в цій частині графства Корк. Замок був захоплений кланом О'Салліван у 1602 році під час так званої Дев'ятирічної війни за незалежність Ірландії (1595—1604). У 1602 році в замку жив Тадг Мейргех О'Лірі (ірл. Tadhg Meirgeach O'Leary) — двоюрідний брат вождя клану О'Лірі якого звали Доннхад ан Герхеде Маннен (ірл. Donnchadh an Ghaorthaidhe Mannen). Разом з ним у цьому замку жили його сини — Конхобар та Дермонт. Крім них у замку був гарнізон чисельністю 21 воїн. Імена деяких із них відомі: Мойніган, Гейлі, Рінг, Саліван і двоє на йменні Кронін. 20 серпня 1602 року до замку підступили загони під командою Донала Кама О'Саллівана. Гарнізон замку удав, що нібито він збирається обороняти замок, але загалом господарі і захисники замку співчували повстанцям за незалежність Ірландії, тому здалися без бою і приєднався до армії повстанців, що рухалась в сторону Карбері. Потім замок захопив клан Мак Карті в 1641 році.
Після поразки повстання за незалежність Ірландії 1641—1652 років замок був конфіскований англійською владою. Деякий час замком володіла компанія «Голлоу Сворд Блейд Компані», яка займалася виготовленням зброї для англійської армії. Держава часто розплачувалась з компанією не грошима, яких постійно не вистачало, а землями та замками. які були конфісковані в ірландських кланів. Тому до 1703 року ця компанія володіла значними землями в Мускері. Ця компанія потім продала замок. У XVIII столітті замок став власністю родини Мастер у 1723 році. Замок ремонтували, були зроблені нові дерев'яні підлоги та зроблений новий дах, кам'яні деталі вікон, що відповідали давнім конструкціям. Нова реконструкція замку була здійснена в 1777 році Джаспаром Мастером. Його син Стефан загинув під час катання на коні — вдарився коловою в арку воріт, коли кінь став дибки. Замок успадкувала родина Пайн, що була споріднена з родиною Мастер по жіночій лінії. Родина Пайн володіла замком до ХХ століття. Замок був закинутий, перетворювався на руїни і розбирався на будівельні матеріали. На щастя стіни замку були збудовані міцно і розібрати їх було проблематично.
У 1999 році Деррі Келлехер продав замок Максиму Горманову — археологу і мешканцю Корка. Він почав реставрацію замку. Робота по реконструкції розпочалася, але була зупинена місцевою владою, окружною радою графства Корк.
Незабаром після цього містер Горманов помер раптово і несподівано. Подальша робота була зупинена до завершення процесу експертизи. І клан О'Лері і місцеві громадські групи зацікавлені в майбутньому цієї останньої твердині клану О'Лірі. У 2010 році замок знову був проданий. Є надія, що замок таки буде відреставрований.